# Adeccoligaen de 2010
O Campeonato Norueguês de Futebol - 2º Divisão de 2010, oficialmente Adeccoligaen 2010 (por razões de patrocínio). A competição começou em 5 de Abril e terminou a 7 de novembro. 

## Estádios

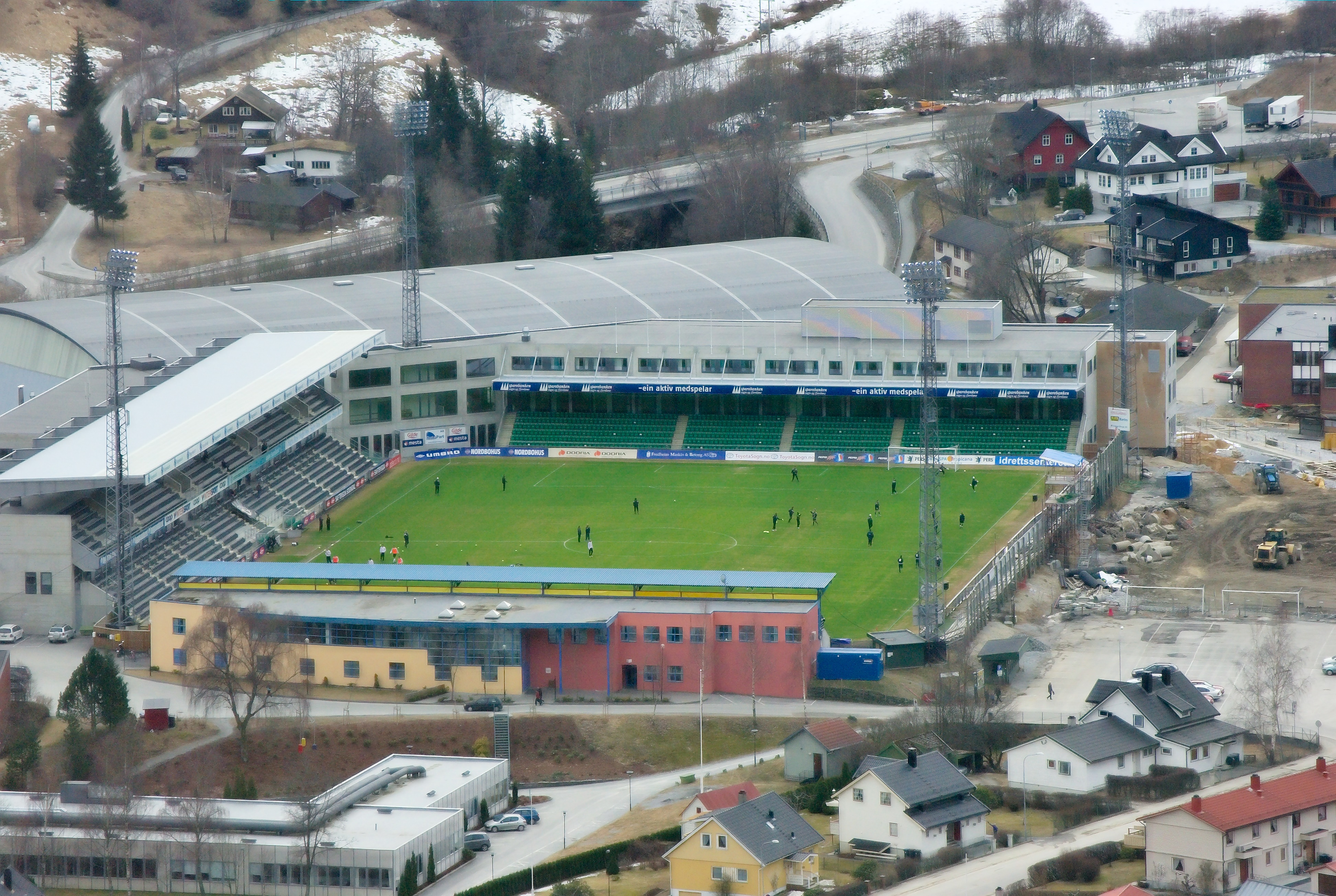
Estádio Fosshaugane Campus

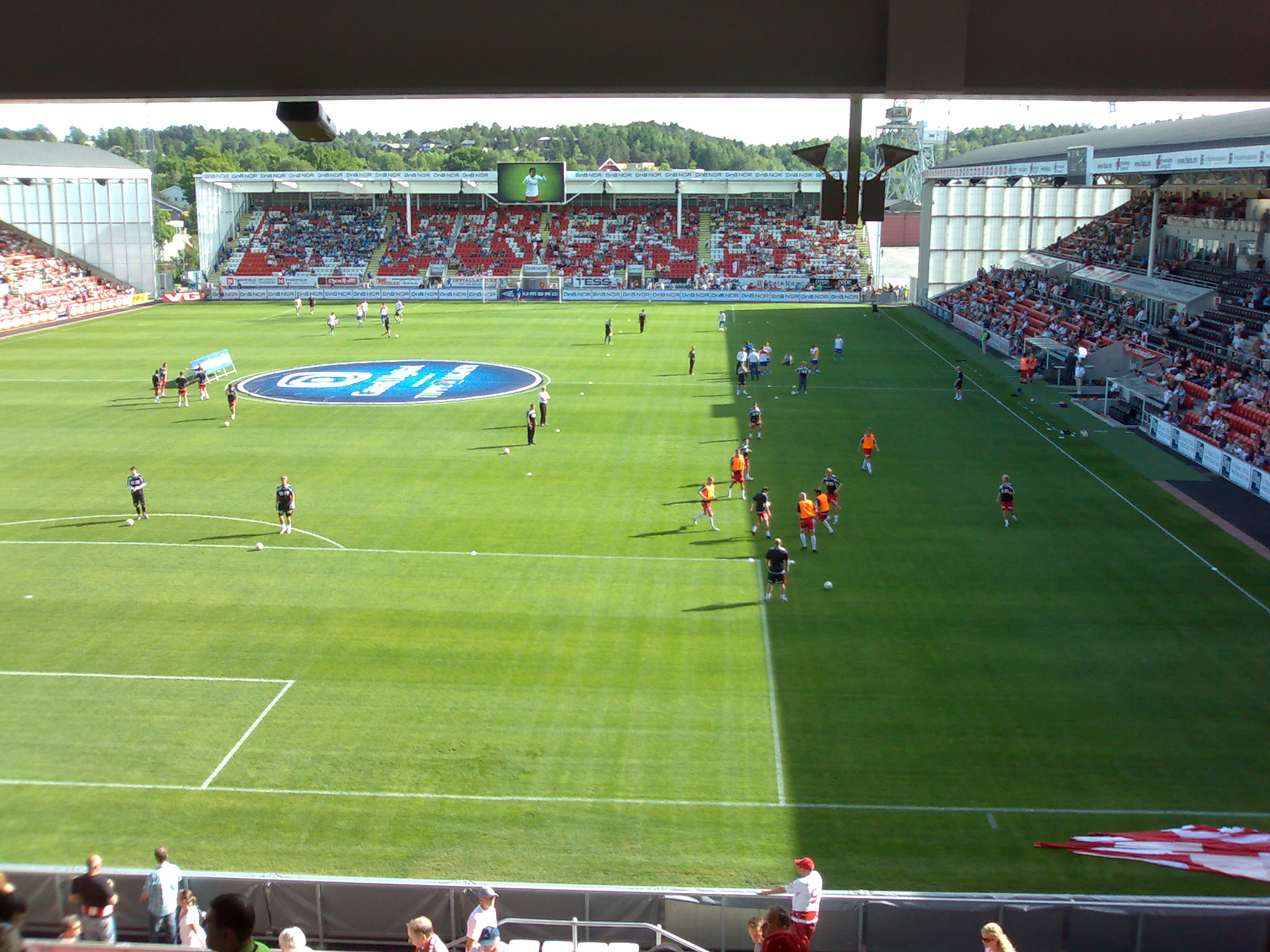
Estádio Fredrikstad

| Estádio             | Equipe       | Capacidade          |
| ------------------- | ------------ | ------------------- |
| Bislett stadion     | FK Lyn       | 15 400 espectadores |
| Fredrikstad stadion | Fredrikstad  | 12 500 espectadores |
| Bryne stadion       | Bryne        | 10 000 espectadores |
| Melløs stadion      | Moss         | 9 000 espectadores  |
| Aspmyra stadion     | Bodø/Glimt   | 7 400 espectadores  |
| Fosshaugane Campus  | Sogndal      | 4 000 espectadores  |
| Varden Amfi         | Løv-Ham      | 3 500 espectadores  |
| Tromsdalen stadion  | Tromsdalen   | 3 000 espectadores  |
| Strømmen Stadion    | Strømmen     | 3 000 espectadores  |
| Sandnes idrettspark | Sandnes Ulf  | 3 000 espectadores  |
| Nedre Eiker stadion | Mjøndalen    | 2 600 espectadores  |
| Ski stadion         | Follo        | 2 500 espectadores  |
| Sarpsborg stadion   | Sarpsborg 08 | 4 930 espectadores  |
| Nybergsund stadion  | Nybergsund   | 1 600 espectadores  |
| Finnmarkshallen     | Alta         | 1 000 espectadores  |
| Ranheim Stadion     | Ranheim      | ? espectadores      |

## Equipes participantes
| Time              | Location    | Estádio             | Capacidade | Técnico                      |
| ----------------- | ----------- | ------------------- | ---------- | ---------------------------- |
| Alta IF           | Alta        | Finnmarkshallen     | 3,000      | Aasmund Bjørkan              |
| Bodø/Glimt        | Bodø        | Aspmyra Stadion     | 7,400      | Kåre Ingebrigtsen            |
| Bryne FK          | Bryne       | Bryne Stadion       | 10,000     | Tommy Bergersen              |
| Follo FK          | Ski         | Ski Stadion         | 2,500      | Hans Erik Eriksen            |
| Fredrikstad FK    | Fredrikstad | Fredrikstad Stadion | 13,300     | Tom Freddy Aune              |
| Lyn               | Oslo        | Bislett Stadion     | 15,400     | Gunnar Halle                 |
| Løv-Ham           | Bergen      | Varden Amfi         | 1,000      | Arne Sandstø                 |
| Mjøndalen IF      | Mjøndalen   | Nedre Eiker Stadion | 2,600      | Vegard Hansen                |
| Moss FK           | Moss        | Melløs Stadion      | 3,085      | Per Morten Haugen            |
| Nybergsund-Trysil | Trysil      | Nybergsund Stadion  | 1,500      | Ola Brenden                  |
| Ranheim Fotball   | Ranheim     | Ranheim Stadion     | 1,000      | Per Joar Hansen              |
| Sandnes Ulf       | Sandnes     | Sandnes Idrettspark | 3,000      | Asle Andersen                |
| Sarpsborg 08 FF   | Sarpsborg   | Sarpsborg Stadion   | 5,500      | Roar Johansen                |
| Sogndal Fotball   | Sogndal     | Fosshaugane Campus  | 5,402      | Harald Aabrekk               |
| Strømmen IF       | Strømmen    | Strømmen Stadion    | 4,500      | Petter Myhre Thomas Berntsen |
| Tromsdalen UIL    | Tromsø      | Tromsdalen Stadion  | 3,000      | Morten Pedersen              |

## Artilheiros
| Classificação | Marcador             | Clube        | Gols |
| ------------- | -------------------- | ------------ | ---- |
| 1             | Marius Helle         | Bryne        | 16   |
| 2             | Robert Stene         | Ranheim      | 10   |
| 3             | Abdurahim Laajaab    | Mjøndalen    | 8    |
| 3             | Thiago Martins       | Bodø/Glimt   | 8    |
| 5             | Morten Eriksen       | Sandnes      | 7    |
| 5             | Kim Ojo              | Nybergsund   | 7    |
| 7             | Tom Erik Breive      | Sarpsborg 08 | 6    |
| 7             | Ole Jørgen Halvorsen | Sogndal      | 6    |
| 7             | Sindre Marøy         | Løv-Ham      | 6    |
| 7             | Espen Olsen          | Sogndal      | 6    |

Atualizado em jogos disputados em 04 de julho de 2010
Fonte: NRK Sport